# Epístola dos Apóstolos

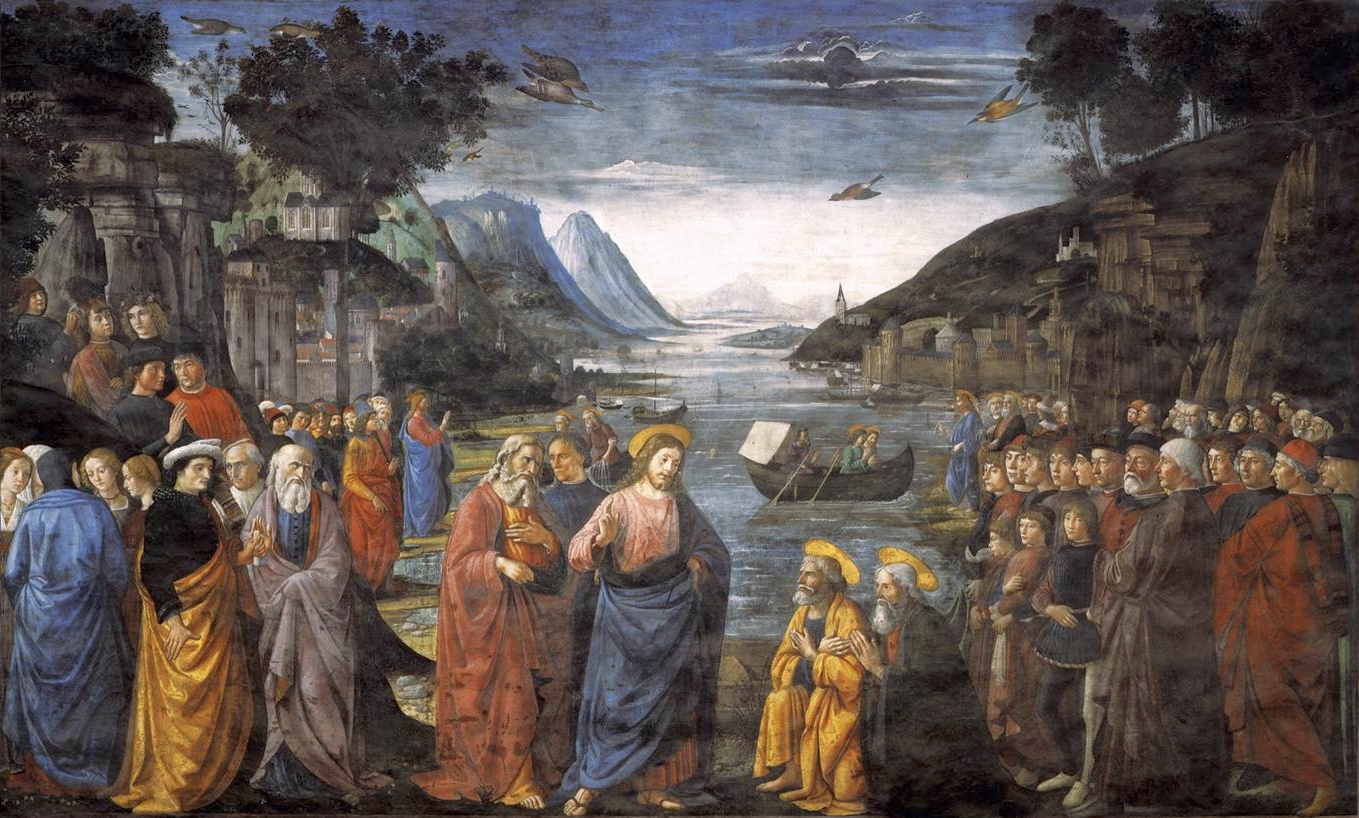
Jesus e os Doze Apóstolos, protagonistas desta Epístola.
Por Ghirlandaio, na Capela Sistina.

A Epístola dos Apóstolas (em latim: Epistula Apostolorum) é uma obra dos apócrifos do Novo Testamento. Acreditava-se que ela tinha sido perdida até que ela foi redescoberta em uso pela discreta Igreja Ortodoxa Etíope.
Uma das razões do texto ter sido declarado herético é a sua alegação de que a Segunda vinda de Cristo deveria ocorrer 150 anos após as visões dos apóstolos (cap. 17), algo que obviamente não ocorreu.

## Texto
O texto é datado como sendo provavelmente da metade do século II d.C. Ele parece ter se baseado tanto no Novo Testamento, em particular no Evangelho de João, como também no Apocalipse de Pedro, na Epístola de Barnabé e no Pastor de Hermas, todos considerados inspirados por vários grupos e indivíduos durante o Cristianismo primitivo.
Ainda que a estrutura do texto seja a de uma carta e o primeiro quinto (10 capítulos) comecem desta forma, contando sobre a natividade, a ressurreição e os milagres de Jesus, esta estrutura é apenas superficial. Na realidade, o resto do texto reconta uma visão e um diálogo de Jesus com os doze apóstolos, na forma de sessenta questões divididas em 41 breves capítulos. É de longe a maior epístola, no Novo Testamento ou nos apócrifos.

## Conteúdo

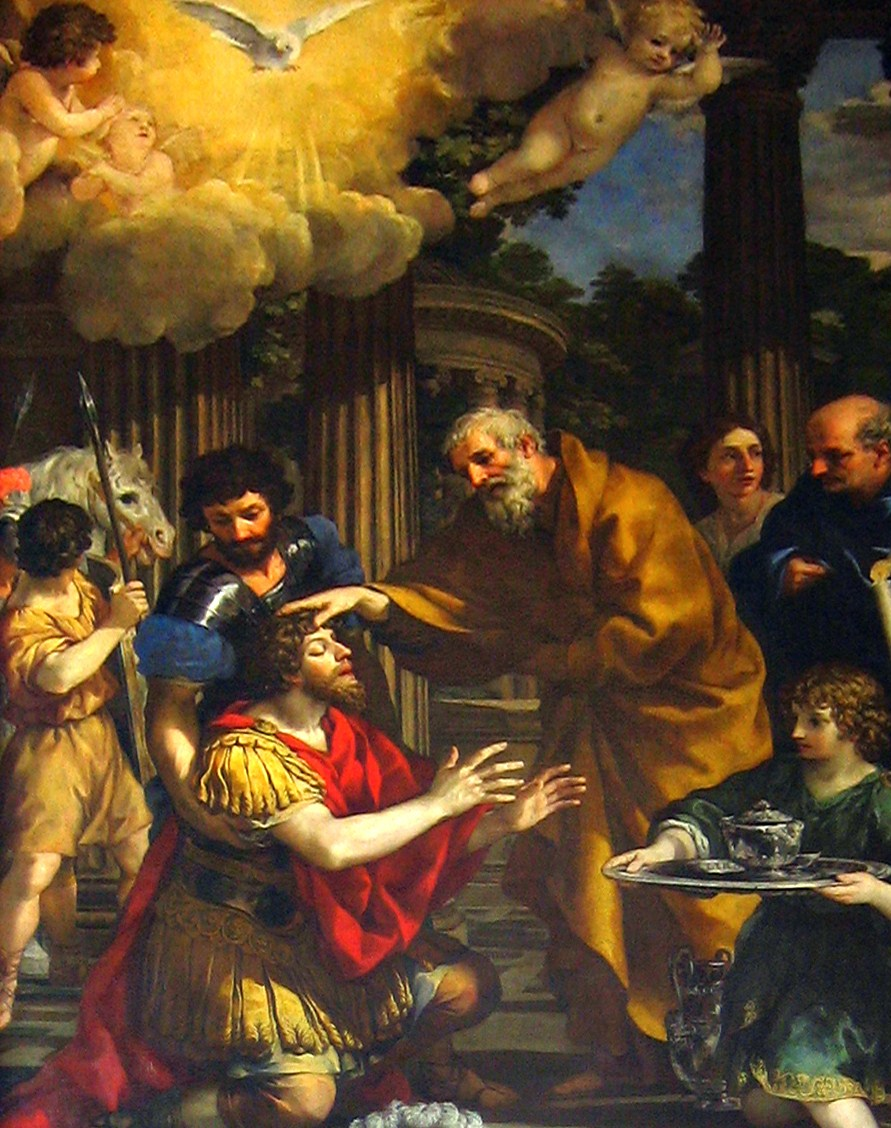
Ananias curando a cegueira de Paulo, episódio que a Epístola modifica, atribuindo a cura aos Apóstolos.
Por Pietro De Cortana (1631), na Igreja Anglicana de São Timóteo.

### Gnosticismo
A obra parece ter sido criada com a intenção de refutar os ensinamentos de Cerinto, ainda que um "Simão" (provavelmente Simão Mago) também seja mencionado (cap. 1). O conteúdo crítica fortemente o Gnosticismo, embora ele não chegue ao ponto de ser uma polêmica, sendo mais uma tentativa de evitar que mais pessoas se convertam a ele. Em particular, o texto usa um estilo de discurso e uma série de questões com uma visão de Jesus, uma imagem que era popular entre gnósticos como forma de ser atraente para estes leitores. Porém, o texto luta para afirmar que não é um ensinamento secreto, que o conteúdo se aplica universalmente ao invés de um certo grupo e que todos podem facilmente entender seu conteúdo, algo diametralmente oposto dos mistérios esotéricos do Gnosticismo.

### Docetismo
Outras características polêmicas incluem a ênfase na natureza física da ressurreição (cap. 11) - com o objetivo de conter o docetismo - com os apóstolos efetivamente colocando os dedos nas feridas dos pregos, na ferida da lança e verificando se havia pegadas (muito similar às imagens no Evangelho de João em João 20), parecendo mesmo serem passagens especificamente criadas para conter o docetismo e não com o objetivo de contar a história).
Quase 20% do texto está dedicado a confirmar a doutrina da ressurreição de fato, do corpo de Cristo, em conflito direto com a crítica feita à esta crença no Evangelho da Verdade. Ele afirma que a ressurreição da carne acontece "antes" da morte, que é entendida esotericamente. Quando Jesus é questionado sobre este assunto, ele fica muito bravo, sugerindo que o autor da Epístola achava esta crença gnóstica em particular ofensiva e enfurecedora.

### Paulo de Tarso
Uma vez que o texto trata dos apóstolos durante o período imediatamente depois da ressurreição de Jesus, ele necessariamente exclui Paulo de Tarso. Porém, dada a sua importância e de seus escritos para a Igreja antiga, o autor do texto escolheu colocá-lo em uma previsão de sua futura vinda. Também, a descrição da cura da cegueira de Paulo nos Atos dos Apóstolos pelas mãos de Ananias (Atos 9:10–18) foi modificada para as mãos de um dos apóstolos, subordinando assim Paulo a eles. Ela também cita uma antiga profecia sobre uma Nova Jerusalém surgindo da Síria e a velha Jerusalém sendo capturada e destruída (como de fato ocorreu em 70). Esta última profecia parece ter sido inventada, pois não se encontra em nenhum texto anterior que tenha chegado a nós.